# Прянишников Дмитро Миколайович
Прянишников Дмитро Миколайович (*1865 — †1948) — російський учений, академік, спеціаліст у галузі агрохімії, фізіолої рослин і рослинництва.
Розробив теорію нітратного живлення рослин (1916), наукові основи вапнування кислих ґрунтів, гіпсування солонців, застосування мінеральних добрив у землеробстві. Встановив, що нітратний Нітроген (NO-3 тільки після відновлення до аміаку може бути використаний рослиною для синтетичного процесу. Розробив проблему використання фосфоритів безпосередньо на добриво і довів можливість переробки їх на суперфосфат, склав фізіологічну характеристику вітчизняних калійних добрив. Розробив проблему розміщення добрив у сівозмінах, питання норм, строків і техніки внесення добрив у ґрунт, виробництва складних мінеральних добрив.